# Günter Grieger
Günter Grieger (* 26. Februar 1931 in Berlin; † 26. Oktober 2012) war ein deutscher Kernphysiker. Er war ein Pionier der experimentellen Fusionsforschung in Deutschland.

## Werdegang
Grieger promovierte 1959 an der Universität München und war anschließend wissenschaftlicher Mitarbeiter am Max-Planck-Institut für Plasmaphysik (IPP) in Garching bei München. Dort war er ab 1971 Leiter des Bereichs Experimentelle Plasmaphysik 2 und gehörte von 1981 bis 1993 dem Direktorium des Instituts an.
Von 1994 bis zu seiner Emeritierung Anfang 1999 leitete er als Direktor den Aufbau des Teilinstituts in Greifswald. Ab 1996 war er Honorarprofessor an der Universität Greifswald. 1993 wurde er Fellow der American Physical Society.

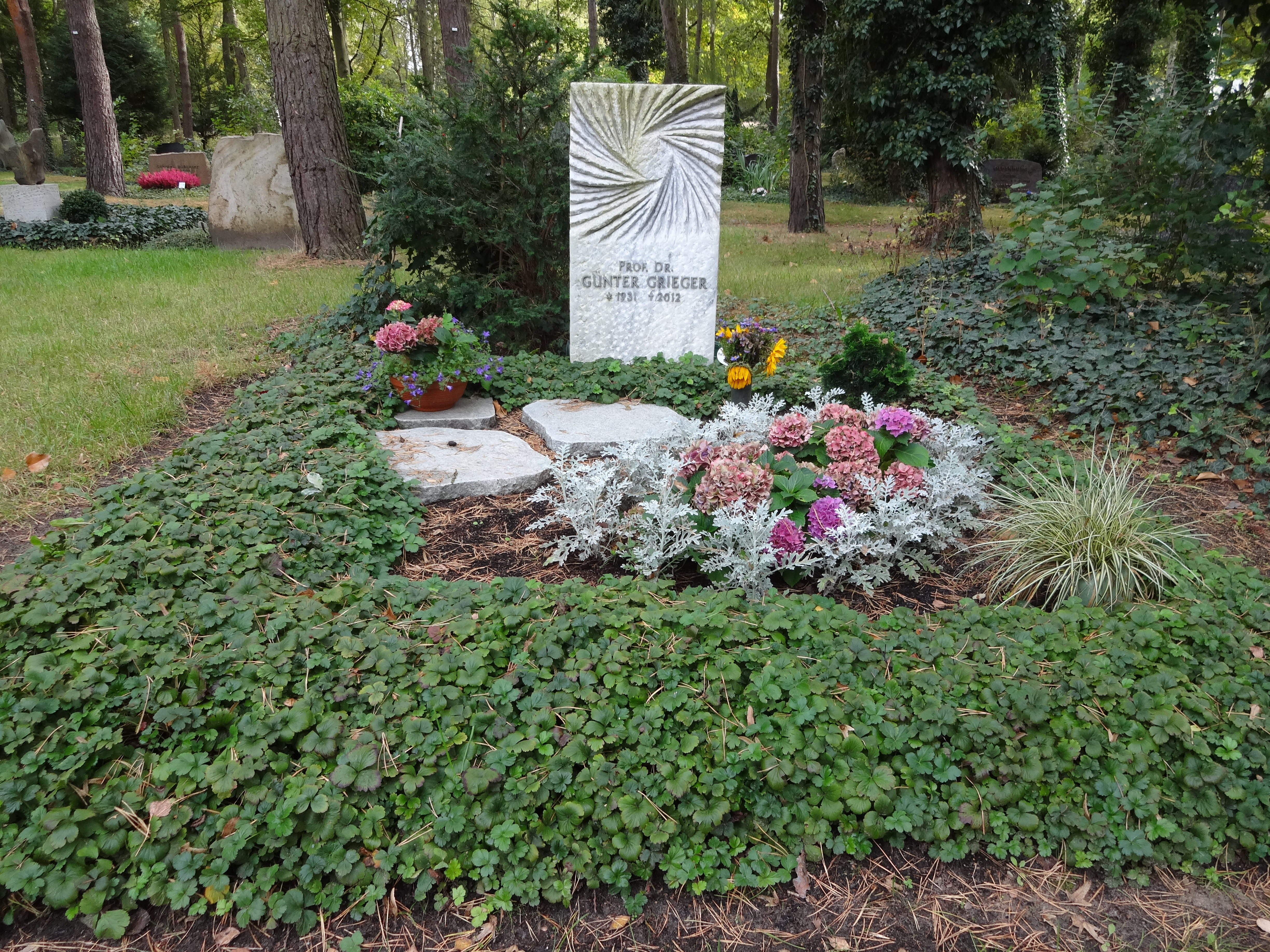
Grabstätte

Er ist auf dem Waldfriedhof Zehlendorf bestattet.